# 萊文沃思河濱社區中心
萊文沃思河濱社區中心（英語：Leavenworth Riverfront Community Center）為一棟位於美國堪薩斯州萊文沃思的建築物，前身為聯合太平洋鐵路車站。此建築在1987年以舊聯合車站（Old Union Depot）為名收錄在國家史蹟名錄（NRHP）中。

## 歷史
此建築由芝加哥的建築事務所科布和弗羅斯特所設計，於1888年由詹姆斯·A·麥高尼戈（James A. McGonigle）建造完成，並且作為聯合太平洋鐵路車站使用。
1984年， V·B·格林納麥爾（V.B. Greenamyre）及其家人將這棟建築物賣給萊文沃思市。此車站經過裝修後，其內部設有籃球體育館、心肺健身室、重量和力量訓練房、短柄牆球場、一座室內游泳池、活動室、會議室，以及一條長十分之一英里（160.93公尺）之室內步道等設施。此中心內的設施於1988年對外開放，正是築體完工後的100周年。
南翼套房（South Wing Room）於2012年裝修完畢。此中心的外牆由磚和砂石所砌成，並於2014年開始整修。萊文沃思市於2010年獲得堪薩斯州運輸部的補助款，以更換此中心的砂石外牆。

## 當前中心
萊文沃思公園與休憩處（Leavenworth Parks and Recreation Department）的職員負責此中心的維護管理、套房租借以及活動規劃等。此中心於週一至週五6:00~20:00、週六9:00~17:00以及週日13:00~17:00這幾段時段開放。

## 圖片

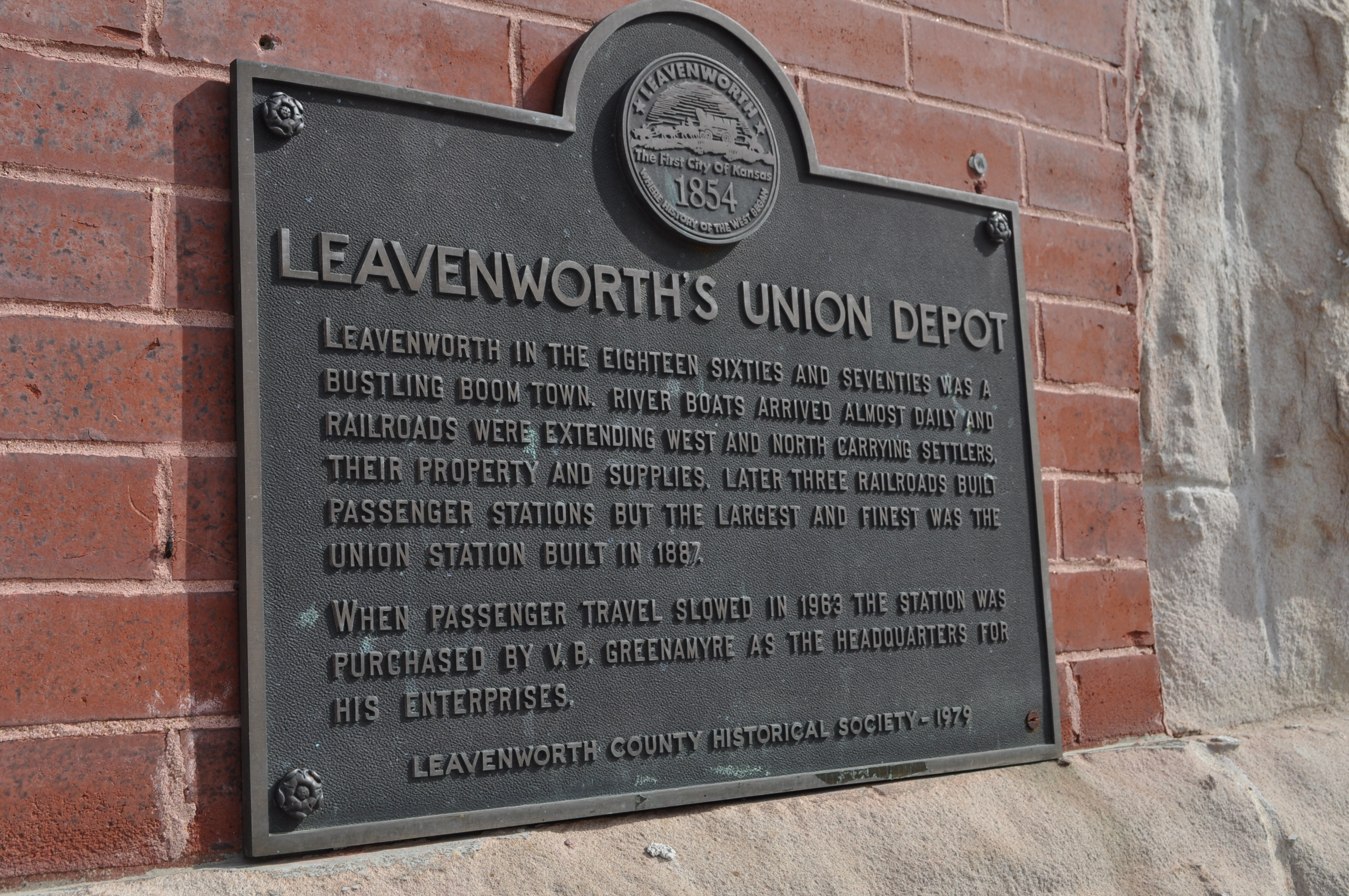
河濱社區中心的歷史牌匾
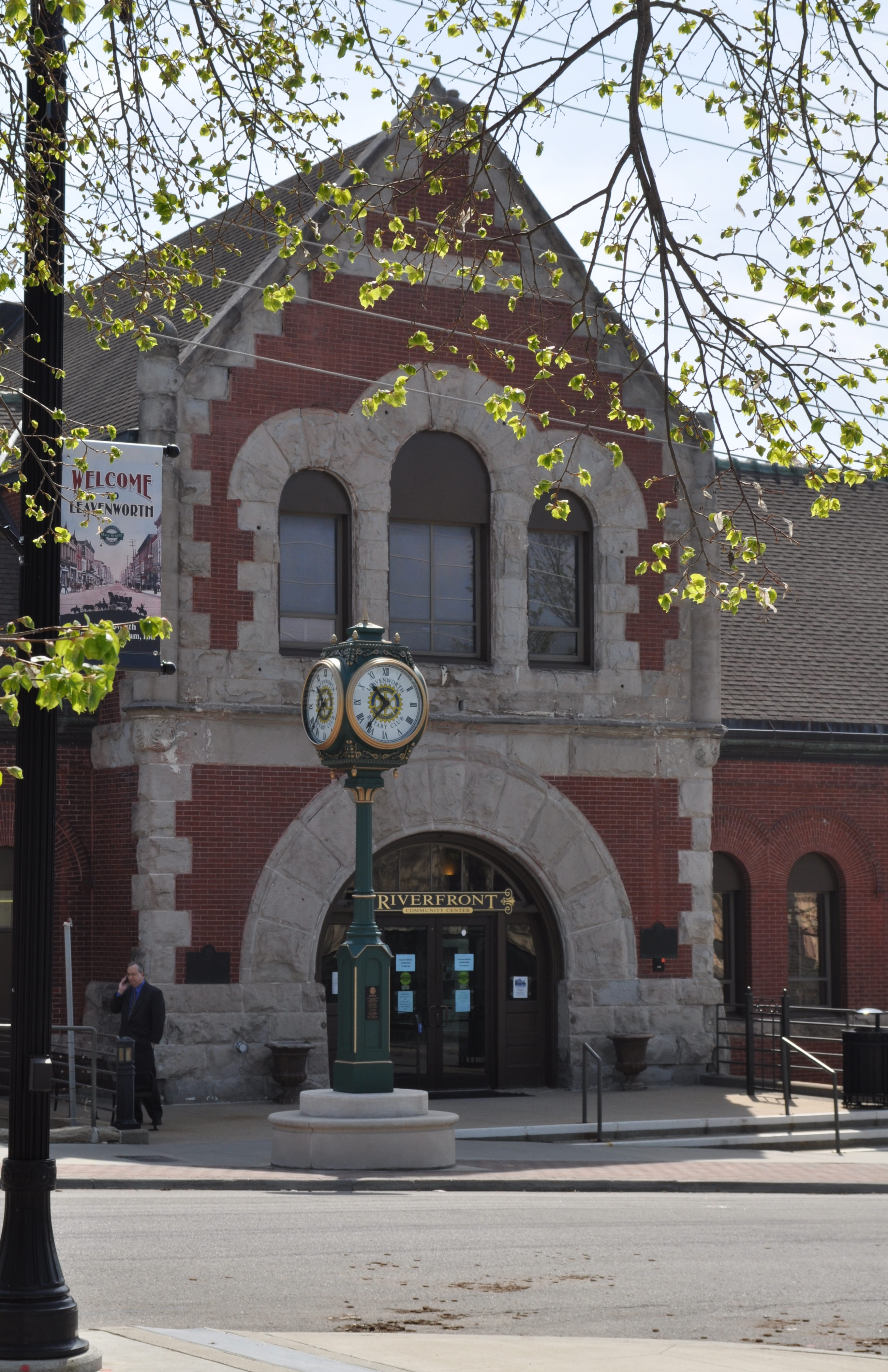
河濱社區中心外觀
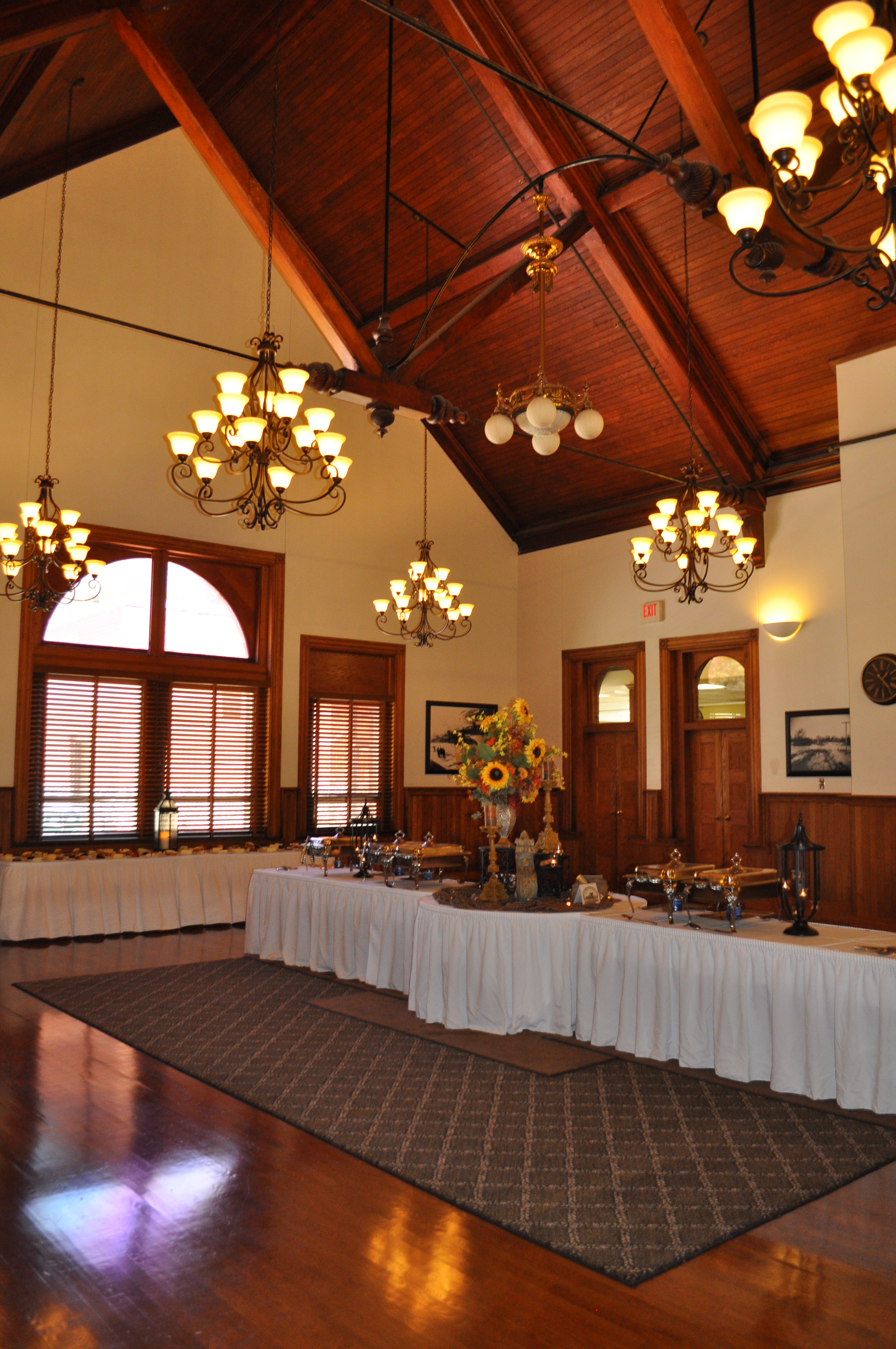
河濱社區中心內部
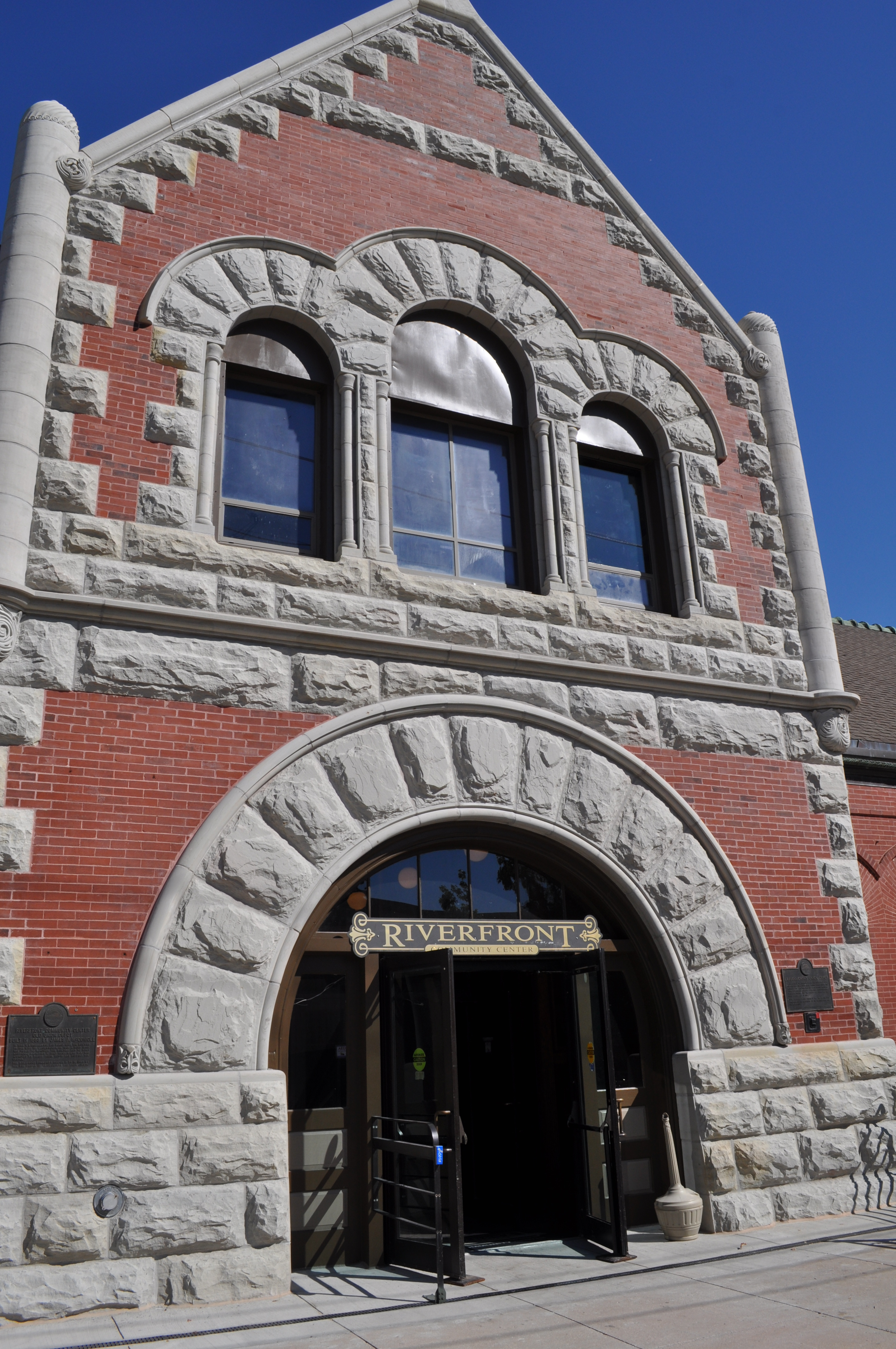
河濱社區中心外觀

## 外部連結
- Riverfront Community Center （页面存档备份，存于）, city of Leavenworth
- Leavenworth City Map （页面存档备份，存于）, KDOT

歷史
- Old Union Depot NRHP Application (0.4MB PDF)
- Old Union Depot NRHP Photos (1.1MB PDF)
- Leavenworth County Historical Society （页面存档备份，存于）

## 延伸閱讀
- History of Leavenworth County Kansas; Jesse Hall and LeRoy Hand; Historical Publishing; 684 pages; 1921. (27MB PDF)